# Rodica Arba
Rodica Arba (5 de mayo de 1962, Petricani, Rumanía) es una exremera rumana que compitió en tres Juegos Olímpicos, ganando dos oros, una plata y un bronce. En el campeonato Mundial de Remo ganó cuatro medallas de oro, una de plata y dos de bronce.

## Biografía
Participó en el ocho femenino de su país en los Juegos Olímpicos de Moscú 1980, obteniendo la medalla de bronce junto a Angelica Aposteanu, Elena Bondar, Florica Bucur, Maria Constantinescu, Elena Dobrițoiu, Rodica Frîntu, Ana Iliuţă y Marlena Zagoni. Al año siguiente también ganó la medalla de bronce en el Campeonato Mundial de Remo de 1981 junto a Elena Horvat en la especialidad de dos sin timonel. Al año siguiente cambió de especialidad, disputando el cuatro con timonel, obteniendo nuevamente una medalla de bronce. A partir de entonces volvió al dos sin timonel junto a Elena Horvat, ganando la plata en el Campeonato Mundial de Remo de 1983 y el oro en los Juegos Olímpicos de Los Ángeles 1984 y el Campeonato Mundial de Remo de 1985.
Al año siguiente cambió de compañera, Olga Homeghi, ganando el Campeonato Mundial de Remo de 1986. Al año siguiente volvió a ganar el campeonato del Mundo junto a Homeghi, y ambas también disputaron la especialidad del ocho con timonel junto a Valentina Virlan, Marioara Trașcă, Livia Tieanu, Adriana Bazon, Veronica Necula, Lucia Sauca y Sofia Tzvetkova (timonel), obteniendo también la medalla de oro. Para los Juegos Olímpicos de Seúl 1988 disputaron también ambas competiciones, obteniendo el oro en el dos sin timonel, pero fueron relegadas a la segunda posición en el ocho con timonel tras el equipo de la República Democrática Alemana. Sus compañeras en el equipo rumano fueron Doina Șnep-Bălan, Veronica Necula, Herta Anitaș, Marioara Trașcă, Adriana Bazon, Mihaela Armășescu, Olga Homeghi y Ecaterina Oancia.
Después de los Juegos Olímpicos quedó embarazada de Iulian Arba, y aunque lo intentó no pudo volver al equipo nacional. Tras su retirada se dedicó a su trabajo como policía y la trasladaron a la policía fronteriza. Iulian fue remero hasta el año 2012 y llegó a competir para su país en el Campeonato Europeo de Remo de 2009, finalizando en sexto lugar. Sin embargo, Iulian falleció electrocutado en septiembre de 2015 justo después de la muerte de la hermana de Rodica.